# Trupanea mallochi
Trupanea mallochi är en tvåvingeart som först beskrevs av Erich Martin Hering 1940.  Trupanea mallochi ingår i släktet Trupanea och familjen borrflugor. Inga underarter finns listade i Catalogue of Life.